# Cristianismo joánico
El cristianismo joánico es un hipotético cristianismo primitivo que puso gran énfasis en las enseñanzas de Jesús, especialmente en lo que reveló a través del Evangelio de Juan.
Comenzando como una comunidad de los primeros seguidores de Jesús que se definían bastante rigurosamente contra el ambiente judío en el que surgieron, estos creyentes cultivaron una intensa devoción a Jesús como la revelación definitiva de la voluntad salvífica de Dios. Ellos se entendieron a sí mismos como encontrándose en contacto íntimo con él y con los otros, bajo la guía del Espíritu-Paráclito. Eran conscientes de su relación con otros creyentes con los que esperaban estar en una eventual unión. Su piedad encontró expresión distintiva en un corpus literario reflexivo que exploró nuevas formas de expresar la fe en Jesús.
Su vida común incluyó acciones rituales conocidas por otros seguidores de Jesús, pero ellos insistieron en el valor espiritual único de esos ritos. Las disputas finalmente dividieron la comunidad. A mediados del siglo II algunos representantes de la tradición joánica lograron un papel respetado en la emergente «gran iglesia», la red interconectada de creyentes en todo el Mediterráneo que proporcionó el apoyo mutuo y el compañerismo mantenido bajo la dirección de las autoridades episcopales emergentes. La comunidad joanina del siglo I legó a la Iglesia universal su corpus literario distintivo y estimación de Jesús, que llegó a dominar el desarrollo de la ortodoxia cristiana posterior. Otros representantes del cristianismo joánico, nutriendo hebras alternativas de tradición, influyeron en diversos movimientos del siglo II, caracterizados por sus oponentes y la mayor parte de la erudición moderna como «gnósticos».